# Lo Res Car
Pour les articles homonymes, voir Lo, Res et Car.
Le Lores car ou Lo Res Car (Low Resolution, en anglais) est un concept car futuriste de 2016, de la marque de chaussure néerlandaise United Nude (en).

## Histoire
Ce concept car au design pyramidal monolithique futuriste est conçu par le designer Rem D. Koolhaas,,(fondateur de la marque de chaussure United Nude (en), et neveu de l'architecte-designer allemand Rem Koolhaas). 
Nommé « Lo Res Car » (diminutif de Low Resolution), il est inspiré du design basse résolution d'une Lamborghini Countach de 1971 (ou encore des Lancia Stratos Zero, Ferrari Modulo et Maserati Boomerang des années 1970),,. La carrosserie pyramidale est constituée de 12 panneaux vitrés en polycarbonate teintés, sur un châssis en acier tubulaire, avec des barres de lumières en guise de phares et de feux de position, des néons de rétroéclairage intérieur, et un intérieur et tableau de bord minimaliste. La carrosserie se soulève entièrement pour donner accès à l’habitacle.
Le Lo Res Car est un véhicule promotionnel non homologué pour la circulation routière. Il est motorisé par un moteur électrique de 5 kilowatts avec une transmission aux roues arrière, pour une vitesse de pointe d'environ 50 km/h. 

## Clip
Elle apparait dans le clip du titre New Freezer (en) de 2018, du rappeur américain Rich the Kid, de son album The World Is Yours (Rich the Kid album) (en).

## Voiture de collection
Ce véhicule est acquis et exposé un temps par le Petersen Automotive Museum de Los Angeles en Californie, puis vendu aux enchères pour 111 111 $ en octobre 2021.